# Péter Eötvös
Péter Eötvös (født 2. januar 1944 i Odorheiu Secuiesc, død 24. marts 2024) var en ungarsk komponist og dirigent.
Eötvös studerede komposition i Budapest og Köln. I 1960'erne og 1970'erne virkede han blandt andet i Stockhausens ensemble. I 1960'erne skrev han endda filmmusik. Han var gæstedirigent for BBC Symphony Orchestra 1985-1988 og gæstedirigent for Göteborgssymfonikerna 2003-2007. Eötvös var medlem af Kungliga Musikaliska Akademien.